# Lichtenfels (Assia)
Lichtenfels è una città tedesca di 4 133 abitanti, situata nel Land dell'Assia.